# Kushiëls pijl
Kushiëls pijl (Kushiel's Dart) is Jacqueline Careys debuutroman en het begin van een fantasy-serie over de heldin Phèdre, een courtisane uit het land Terre d'Ange. De roman uit 2001 ontving in 2002 een Locus Award.
Het fantasyverhaal vindt plaats in een wereld die sterk lijkt op West-Europa ten tijde van de late middeleeuwen. Bovendien neemt Carey een aantal bekende verhalen en mythen als uitgangspunt voor verschillende elementen in haar boek. Het duidelijkst is dit bij het verhaal van Elua, die geboren is uit het bloed van Yeshua (Jezus).
De combinatie van religie, erotiek, spionage en de gebruikelijke elementen in fantasyboeken zorgt voor een uniek en zeer opvallend fantasyverhaal dat in de boeken Kushiëls keuze (Kushiel's Chosen) en Kushiëls werktuig (Kushiel's Avatar) vervolgd wordt.

## Samenvatting van het boek
Phèdre is een ‘ongaaf’ meisje, met een rood vlekje in haar oog, dat opgevoed wordt door het huis Cereus, nadat haar ouders haar hebben afgestaan. Ze wordt door Anafiel Delauney, ooit een invloedrijk hoveling, herkend als ‘Anguisette’. Hierna neemt Delauney haar mee maar zijn elegante stadhuis, waar hij haar en Aelwijn, zijn andere pupil, schoolt in diverse talen, de geheimen van spionage en diplomatie, en de labyrintachtige verwevenheden van de hof-politiek. Tijdens hun dienst als courtisanes treden de twee leerlingen op als spionnen voor hun meester; ze trachten waardevolle informatie te verzamelen door hun Patronen uit te horen. Delaunays motto is; alle kennis is de moeite van het hebben waard. Kennis kent echter ook zijn prijs, en Phèdre belandt meerdere malen in zeer gevaarlijke situaties. Dankzij de hulp van Joscelin Verreuil van de Cassilijnse Broederschap weet ze deze telkens te overleven. Maar op de dag dat Phèdre uiteindelijk het geheime verleden van haar meester doorgrondt, wordt deze tezamen met Aelwijn vermoord. Phèdre begrijpt dat deze moord het werk van Isidore Aiglemort is, waarna ze tezamen met Joscelin in handen valt van de sluwe Melisande Shahrizai, die hen beiden aan de Skaldiërs verkoopt.
In de Gunters stede’ wordt Phèdre binnengehaald als de nieuwe bedslavin van Gunter Arnlaugson, en ‘het wolfsjong’ Joscelin wordt bij de jachthonden gezet. Daar hoort ze dat de Skaldische leider Waldemar Selig een pact heeft gesloten met Aiglemort, waarna Phèdre en Joscelin aan Selig doorverkocht worden en Phèdre hoort dat Selig op zijn beurt van plan is Aiglemort te verraden, en een deal met Melisande Shahrizai gesloten heeft. Phèdre en Joscelin ontsnappen, en met name dankzij de laatste weten ze hun thuisland Terre d’Ange te bereiken. Daar blijken zij bij verstek veroordeeld te zijn wegens de moord op Delaunay, maar weet Phèdre met hulp van haar vriend Hyacinthe en de Dichteres des Konings, Thelesis van Mornay, de jonge Koningin Ysandre de la Courcel bericht te brengen over het gevaar van de Skaldiërs, en het verraad van Aiglemort en Melisande Shahrizai. Een raad van vertrouwelingen bespreken de gevaarlijke situatie, waarna onder andere besloten wordt dat Phèdre, die Chruithnees spreekt, als gezant van Ysandre, met hulp van admiraal Quintilius Rousse, naar Alba zal reizen.
Ysandre de la Courcel is op zestienjarige leeftijd beloofd aan de erfgenaam van de Albaanse Cruarch, Drustan Mab Necthana, die thans gevlucht is naar de westkust, omdat zijn neef de macht heeft gegrepen, nadat deze de oude Cruarch heeft vermoord. Een verenigd Alba zou hen echter kunnen helpen. Mede dankzij Phèdre weet Drustan zijn troepen te verenigen met die van de Dalriaders, waardoor hij zijn troon kan heroveren. De overtocht naar Terre d’Ange kent echter een smartelijke prijs voor Phèdre; Hyacinthe, haar Tsingaanse prins der reizigers blijft achter bij de Meester van de Straat. De troepen van Drustan en Rousse voegen zich bij de troepen Ghislain van Somerville en trekken naar het fort Troyes-le-Mont, waar de koningin zich heeft teruggetrokken. Het fort is inmiddels belegerd door het gigantische leger van Selig, en slechts dankzij de hulp van de verrader Aiglemort en de boodschap die Phèdre met grote moeite bij de koningin aflevert, weten ze deze massale legermacht te verslaan. Phèdre wordt ten slotte Gravin, het Koninkrijk wordt gered, maar de sluwe Melisande Shahrizai ontloopt haar straf.